# Allt om min mamma
Allt om min mamma (originaltitel: Todo sobre mi madre) är en fransk-spansk film från 1999 regisserad av Pedro Almodóvar.

## Handling
Manuela bor ensam med sin son Esteban. Hon ger sin son en teaterbiljett i 17-årspresent. Efter föreställningen vill Esteban ha huvudrollsinnehavarens autograf och rusar efter hennes bil, men blir påkörd av en annan bil och avlider. Manuela vill komma i kontakt med Estebans far och åker till Barcelona, där han bor. Fadern har blivit transvestit och kallar sig Lola. Hon träffar en nunna som är gravid med Lola och HIV-positiv. Nunnan dör efter förlossningen och vid begravningen försonas Manuela med den döende Lola, som också kommit dit. Efter två år konstateras att barnet besegrat det medfödda viruset.

## Om filmen
Filmen spelades in 5 oktober-28 november 1998 i A Coruña, Barcelona och Madrid. Den hade världspremiär den 8 april 1999 i Spanien och svensk premiär den 19 november samma år med åldersgränsen 11 år.

## Rollista
- Cecilia Roth - Manuela
- Marisa Paredes - Huma Rojo
- Candela Peña - Nina
- Antonia San Juan - Agrado
- Penélope Cruz - Hermana Rosa
- Rosa Maria Sardà - mamma Rosa
- Fernando Fernán Gómez - pappa Rosa
- Toni Cantó - Lola
- Eloy Azorín - Esteban
- Carlos Lozano - Mario
- Pedro Almodóvar - röst som säger "Eva al desnudo" (ej krediterad)

## Musik i filmen
- Gorrión, skriven av Dino Saluzzi, framförd av Dino Saluzzi, Marc Johnson och José Saluzzi
- Coral para mi pequeño y lejano pueblo, skriven av Dino Saluzzi, framförd av Dino Saluzzi, Marc Johnson och José Saluzzi
- Tajabone, skriven och framförd av Ismaël Lô

## Utmärkelser
- 1999 - Boston Society of Film Critics Awards - BSFC Award - Bästa icke-engelskspråkiga film
- 1999 - British Independent Film Awards - British Independent Film Award - Bästa utländska film, ej på engelska
- 1999 - Premis Butaca de teatre i cinema de Catalunya - Butaca - Bästa katalanska skådespelerska, Candela Peña
- 1999 - Filmfestivalen i Cannes - Bästa regi, Pedro Almodóvar
- 1999 - Filmfestivalen i Cannes - Ekumeniska juryns pris, Pedro Almodóvar
- 1999 - European Film Awards - Publikens pris - Bästa regi, Pedro Almodóvar
- 1999 - European Film Awards - European Film Award - Bästa skådespelerska, Cecilia Roth
- 1999 - European Film Awards - European Film Award - Bästa film, Agustín Almodóvar
- 1999 - Fort Lauderdale International Film festival - People's Choice Award, Pedro Almodóvar
- 1999 - Los Angeles Film Critics Association Awards - LAFCA Award - Bästa utländska film
- 1999 - National Board of Review - NBR Award - Bästa icke-engelskspråkiga film
- 1999 - New York Film Critics Circle Awards - NYFCC Award - Bästa icke-engelskspråkiga film
- 1999 - Premios Ondas - Bästa spanska film
- 1999 - Filmfestivalen i San Sebastián - FIPRESCI Film of the Year, Pedro Almodóvar
- 2000 - Oscar - Bästa icke-engelskspråkiga film
- 2000 - BAFTA - BAFTA Film Award - Bästa icke-engelskspråkiga film, Agustín Almodóvar och Pedro Almodóvar
- 2000 - BAFTA - David Lean Award for Direction, Pedro Almodóvar
- 2000 - Bodil Festen - Bodil - Bästa icke-amerikanska film, Pedro Almodóvar
- 2000 - Broadcast Film Critics Association Awards - Critics Choice Award - Bästa icke-engelskspråkiga film
- 2000 - Chicago Film Critics Association Awards - CFCA Award - Bästa icke-engelskspråkiga film, Pedro Almodóvar
- 2000 - Grande Prêmio BR do Cinema Brasileiro - Bästa utländska film, Pedro Almodóvar
- 2000 - Premios del Círculo de Escritores Cinematográficos - CEC Award - Bästa klippning, José Salcedo
- 2000 - La Nuit de Césars - Bästa utländska film, Pedro Almodóvar
- 2000 - Premi David di Donatello - Bästa utländska film, Pedro Almodóvar
- 2000 - Premios Fotogramas de Plata - Bästa filmskådespelerska, Cecilia Roth
- 2000 - Deutscher Filmpreis - Bästa utländska film, Pedro Almodóvar
- 2000 - Golden Globe Award - Bästa icke-engelskspråkiga film
- 2000 - Goya - Bästa regi, Pedro Almodóvar
- 2000 - Goya - Bästa klippning, José Salcedo
- 2000 - Goya - Bästa film
- 2000 - Goya - Bästa kvinnliga huvudroll, Cecilia Roth
- 2000 - Goya - Bästa originalmusik, Alberto Iglesias
- 2000 - Goya - Bästa produktion, Esther García
- 2000 - Goya - Bästa ljud, Miguel Rejas, José Bermúdez och Diego Garrido
- 2000 - Guldbaggen - Bästa utländska film
- 2000 - Concurso Iberoamericano de Cortometrajes Versión Española - "La Navaja de Buñuel" Award, Pedro Almodóvar
- 2000 - London Critics Circle Film Awards - ALFS Award - Årets icke-engelskspråkiga film
- 2000 - Les Lumières - Bästa utländska film, Pedro Almodóvar
- 2000 - Premios ACE - Premio ACE - Bästa skådespelerska på bio, Cecilia Roth
- 2000 - Premios ACE - Premio ACE - Bästa biofilm
- 2000 - Premios ACE - Premio ACE - Bästa manliga biroll på bio, Fernando Fernán Gómez
- 2000 - Premios ACE - Premio ACE - Bästa kvinnliga biroll på bio, Marisa Paredes
- 2000 - Robert festen - Robert - Årets bästa icke-amerikanska film, Pedro Almodóvar (delat med Livet är underbart)
- 2000 - Santa Fe Film Critics Circle Awards - SFFCC Award - Bästa icke-engelskspråkiga film
- 2000 - Santa Fe Film Critics Circle Awards - SFFCC Award - Bästa kvinnliga biroll, Marisa Paredes
- 2000 - Satellite Awards - Golden Satellite Award - Bästa icke-engelskspråkiga film (delat med Tre årstider)
- 2000 - Edición Premios Unión de Actores - Award of the Spanish Actors Union - Film: Bästa biroll, Antonia San Juan
- 2000 - Premios de la Música - Bästa musik, Alberto Iglesias